# Escharoides longirostris
Escharoides longirostris is een mosdiertjessoort uit de familie van de Exochellidae. De wetenschappelijke naam van de soort is voor het eerst geldig gepubliceerd in 1981 door Dumont.